# Predictable (canción de Good Charlotte)
«Predictable» es el primer sencillo del tercer álbum de Good Charlotte, The Chronicles of Life and Death. Fue el primer sencillo lanzado con Chris Wilson como el baterista de la banda. No debe ser confundido con "The Anthem", que fue el primer vídeo que aparece Wilson. La canción llegó al número uno el 12 de noviembre de 2004, en MuchMusic Countdown. Fue lanzado en una versión en japonés. En la versión japonesa, sólo Benji Madden canta la parte japonesa, porqué era el único que sabía japonés. El vídeo toma lugar en una ciudad por el guitarrista Billy Martin, con la banda en una casa cantando en una versión en inglés. Pero la versión japonesa apareció más que el audio inglés.

## Listado
Australia Sencillo
1. «Predictable»
2. «The Chronicles of Life and Death» (versión acústica)
3. «The Anthem» (en vivo en Abbey Road sessions)
4. «Hold On» (en vivo en Abbey Road sessions)
5. «Predictable» (video)

## Posicionamiento
| Listas (2004)                         | Posición |
| ------------------------------------- | -------- |
| Australian ARIA Singles Chart         | 15       |
| Austrian Singles Chart                | 43       |
| Dutch Singles Chart                   | 39       |
| German Top 100                        | 29       |
| Irish Top 50                          | 33       |
| New Zealand Singles Chart             | 27       |
| Swedish Singles Chart                 | 48       |
| Swiss Singles Chart                   | 45       |
| UK Top 75                             | 12       |
| U.S. Billboard Hot Modern Rock Tracks | 28       |